# 呉共済病院
呉共済病院（くれきょうさいびょういん）は、広島県呉市にある医療機関。
国家公務員共済組合連合会が運営する病院（旧令共済病院）である。地域医療支援病院の承認、災害拠点病院の指定を受ける。

## 沿革
- 1904年11月3日 - 呉海軍工廠職工共済会病院開設。
- 1919年04月 - 海軍共済組合呉病院と改称。
- 1927年07月 - 呉海軍共済組合病院と改称。
- 1939年03月 - 音戸分院開設。
- 1942年11月 - 呉海軍共済病院と改称。
- 1945年12月 - 財団法人共済協会へ移管。
- 1950年12月 - 非現業共済組合連合会に加入。
- 1958年07月 - 非現業共済組合連合会、国家公務員共済組合連合会となる。
- 1985年09月 - 音戸分院廃止。
- 2000年04月 - 忠海病院と統合。
- 2009年8月12日 - 地域医療支援病院の承認を受ける。
- 2012年3月29日 - 災害拠点病院（地域災害医療センター）の指定を受ける[2]。

## 診療科
- 腎臓内科
- 血液内科
- 神経内科
- 代謝内科
- 消化器内科
- 呼吸器内科
- 循環器内科
- 小児科
- 外科
- 呼吸器外科
- 整形外科
- 脳神経外科
- 心臓血管外科
- 皮膚科
- 泌尿器科
- 眼科
- 耳鼻咽喉科
- 放射線科
- 歯科口腔外科
- アレルギー科
- 病理診断科
- 麻酔科（ペインクリニック）

## 医療機関の指定等
- 保険医療機関
- 労災保険指定医療機関
- 指定自立支援医療機関（更生医療・育成医療・精神通院医療）
- 身体障害者福祉法指定医の配置されている医療機関
- 生活保護法指定医療機関
- 結核指定医療機関
- 原子爆弾被害者一般疾病医療取扱医療機関
- 小児慢性特定疾患治療研究事業委託医療機関
- 公害医療機関
- 特定疾患治療研究事業委託医療機関
- 指定養育医療機関
- 臨床研修指定病院
- 臨床修練指定病院
- 地域医療支援病院
- DPC対象病院
- 広島DMAT

## 交通アクセス
- JR西日本呉線呉駅下車、徒歩約7分。

## 呉共済病院忠海分院
呉共済病院忠海分院（くれきょうさいびょういんただのうみぶんいん）は、広島県竹原市忠海にある呉共済病院の分院である。2000年4月に呉共済病院と統合、忠海分院となった。毒ガス製造の後遺症患者の治療により、約4200人のカルテを保管。化学物質による疾患に対する医療経験がある。

### 沿革
- 1942年 - 大久野島東京第二陸軍造兵廠忠海製造所従業員・家族診療所開設。
- 1945年08月 - 忠海町に寄付。
- 1946年12月 - 日本医療団に移管。
- 1948年04月 - 広島県に移管。広島県立忠海病院となる。
- 1948年12月 - 政府職員共済組合連合会（後に国家公務員共済組合連合会となる）に移管。
- 1954年02月 - 「ガス障害者救済のための特別措置要綱」制定による医療機関の指定を受ける[注釈 1]。
- 2000年04月 - 呉共済病院と統合。呉共済病院忠海分院となる。

### 診療科
- 内科
- 呼吸器科
- 循環器科
- 整形外科
- 皮膚科
- 耳鼻咽喉科

### 医療機関の指定等
- 保険医療機関
- 身体障害者福祉法指定医の配置されている医療機関
- 生活保護法指定医療機関
- 結核指定医療機関
- 原子爆弾被害者一般疾病医療取扱医療機関

### 交通アクセス
- JR西日本呉線忠海駅下車、徒歩約3分。

## 関連施設
- 呉共済病院看護専門学校

## 関連人物
- 加地正郎 - 元院長（久留米大学名誉教授）。
- 行武正刀 - 元忠海病院院長、呼吸器科医。大久野島の毒ガス製造による被害者の治療に携わった。
- 上村直実 - 元消化器内科医長。在職時、ヘリコバクター・ピロリの感染が胃がんの原因になることを『ニューイングランド・ジャーナル・オブ・メディシン』に発表した[4]。